# Lac La Biche Airport
Lac La Biche Airport är en flygplats i Kanada.   Den ligger i provinsen Alberta, i den centrala delen av landet, 2 800 km väster om huvudstaden Ottawa. Lac La Biche Airport ligger 561 meter över havet. Den ligger vid sjön Lac la Biche.
Terrängen runt Lac La Biche Airport är platt. Trakten runt Lac La Biche Airport är nära nog obefolkad, med mindre än två invånare per kvadratkilometer.. Närmaste större samhälle är Lac La Biche, 3,9 km öster om Lac La Biche Airport. 